# Constantin Măciucă
Constantin Măciucă (n. 13 octombrie 1927, Drăguțești, Gorj, România – d. 2009) este un istoric literar, eseist și teatrolog român, care a adus contribuții esențiale la teoretizarea aspectelor dramatice.

## Biografie
S-a născut în jud. Gorj ca fiu al subofițerului Sebastian Măciucă și al soției sale, Marina (n. Negrea). A urmat școala primară în comuna natală (1934–1938), Liceul „Gheorghe Lazăr” din Sibiu (1938–1943), Liceul „Tudor Vladimirescu” din Târgu Jiu (1943–1946) și apoi Facultatea de Filologie a Universității din București (1946–1950).
După absolvirea studiilor superioare, a lucrat ca asistent al prof. Alexandru Rosetti la Catedra de lingvistică a Facultății de Filologie din București (1950–1951), redactor la Editura de Stat pentru Literatură și Artă (1951–1955), redactor-șef la Editura Tineretului (1955–1964), director al Editurii pentru Literatură Universală (1964–1968), director coordonator la I.S.C.E. Cartimex care se ocupa cu difuzarea cărților românești în străinătate (1968–1970), director al Centralei Cărții (1970–1972), director al Direcției Teatrelor în cadrul Consiliului Culturii și Educației Socialiste (1972–1983) și redactor principal la Editura Eminescu (1983–1987). S-a pensionat în 1987, dar a fost numit după Revoluție ca secretar literar (1989–1990) și director artistic (1990–1993) al Teatrului Național din București. În paralel a predat, ca profesor asociat, cursuri de teatrologie la Institutul de Artă Teatrală și Cinematografică din București (1973–1977), la Universitatea „C. Brâncoveanu” din Brăila (1992–1994) și la Universitatea Ecologică din București (1997–1998).
Potrivit scriitoarei și traducătoarei Nora Iuga, Constantin Măciucă a îndeplinit rol de cenzor în cei doi ani cât a lucrat la Centrala Cărții, fiind nevoit să alcătuiască referate negative cărților care nu corespundeau liniei ideologice a regimului comunist.
A fost căsătorit cu poeta și profesoara universitară, specialistă în istoria artei, Balcica Moșescu–Măciucă, fiica lui Octavian Moșescu, nepoata unor țărani bulgari, cu care a avut un fiu, Alexandru Măciucă (1958-2023).

## Activitatea literară
A debutat în 1954 cu cronici și recenzii în revista Viața Românească, colaborând apoi la revistele Contemporanul, Gazeta literară, Luceafărul, România literară, Secolul 20, Ramuri, Ateneu, Cahiers roumains d’études littéraires etc. A îngrijit ediții literare și a scris studii introductive și prefețe la volume cu scrieri de Ion Ghica, B.P. Hasdeu, Ioan Slavici, Victor Eftimiu, Dimitrie Cantemir, Alexandru Odobescu, Ion Heliade-Rădulescu, Vasile Alecsandri, Ronetti-Roman, Mihail Dragomirescu etc.
A editat, în colaborare cu Mihai Gafița, volumul Scriitori români despre frumusețile patriei (1954), apoi a alcătuit antologia de poezie Patrie și libertate (I–II, 1958), în care a inclus creații literare ale unor autori puțin cunoscuți în acea vreme. A elaborat apoi o monografie dedicată lui Dimitrie Cantemir, care a fost publicată în 1962 și a fost reeditată în 1973.
Începând din 1983 s-a dedicat teatrologiei și criticii dramatice, publicând trei volume de studii: Viziuni și forme teatrale (1983), Motive și structuri dramatice (1986) și Teatrul și teatrele (1989) și susținând emisiuni pe teme teatrale la Radio București. Volumul Motive și structuri dramatice (1986) a fost distins cu Premiul „I.L. Caragiale” al Academiei Române și cu Premiul Uniunii Scriitorilor din România.

## Opera
- Dimitrie Cantemir, monografie, Editura Tineretului, București, col. „Oameni de seamă”, 1962 (ed. a II-a, Ed. Albatros, București, 1972);
- Viziuni și forme teatrale, eseuri, Ed. Meridiane, București, 1983;
- Motive și structuri dramatice, eseuri, Ed. Eminescu, București, col. „Masca”, 1986;
- Teatrul și teatrele, eseuri, Ed. Eminescu, București, col. „Masca”, 1989.

### Ediții îngrijite
- Ronetti-Roman, Manasse și alte scrieri, Editura Hasefer, București, 1996 – ediție îngrijită și prefață de Constantin Măciucă;
- Mihail Dragomirescu, Critica dramatică, București, 1996 – introducerea editorului;
- Israil Bercovici, O sută de ani de teatru evreiesc în România, ediția a II-a, îngrijită de Constantin Măciucă, Editura Integral, București, 1998 – ;
- Corneliu Michăilescu, Portretul, Editura Atlas, București, col. „Opera Omnia”, 2000 – ediție îngrijită și prefață de Constantin Măciucă.

### Prefețe
- Victor Eftimiu, Poezii, Editura pentru literatură, București, 1964 – prefață de Constantin Măciucă;
- Dimitrie Cantemir, Descrierea Moldovei, Editura Tineretului, București, col. „Biblioteca școlarului”, 1965 – prefață, antologie și note de C. Măciucă;
- Erich Maria Remarque, Pe frontul de vest nimic nou, Editura pentru literatură, București, col. „Biblioteca pentru toți”, 1965 – traducere de Emanoil Cerbu, prefață de Const. Măciucă;
- Ioan Slavici, Mara, Editura pentru literatură, București, col. „Romane de ieri și de azi”, 1967 (ed. nouă, 1969) – prefață de Constantin Măciucă;
- I. Heliade Rădulescu, Scrieri alese, Editura Tineretului, București, col. „Lyceum”, 1969 – text stabilit, glosar și bibliografie de Vladimir Drimba, prefață și note finale de Constantin Măciucă;
- Al. I. Odobescu, Pseudo-cynegeticos [Scene istorice din cronicele românești; Cîteva ore la Snagov; Articole], Editura Eminescu, București, col. „Biblioteca Eminescu”, 1972 – ediție critică de Gheorghe Pienescu, cuvânt înainte de Constantin Măciucă;
- A.I. Odobescu, Pseudo-cynegeticos, Editura Albatros, București, 1990 – ediție de G. Pienescu, prefață de Constantin Măciucă;
- Alexandre Dumas, Cei trei mușchetari, Editura Hyperion, Chișinău, 1993 – traducere de Milton Fanny Lehrer și Ticu Archip, prefață de Constantin Măciucă.

### Antologii
- Patrie și libertate. Din poezia anilor 1840–1880, vol. I–II, prefața editorului, Editura de Stat pentru Literatură și Artă, București, 1958;
- Scriitorii noștri despre frumusețile patriei, Editura Tineretului, București, 1959 – împreună cu Ion Roman, Mihai Gafița, Natalia Petruț și Virgiliu Ene;
- Vlaicu Vodă. Dramaturgie românească, vol. I–II, prefața editorului, București, 1973.

## Distincții
- Ordinul Muncii clasa a III-a (1964) „pentru merite deosebite în opera de construire a socialismului, cu prilejul celei de a XX-a aniversări a eliberării patriei”[11]
- Ordinul „Meritul Cultural” clasa a III-a (16 decembrie 1972) „pentru merite deosebite în opera de construire a socialismului, cu prilejul aniversării a 25 de ani de la proclamarea Republicii”[12]